# ريك هامبتون
ريك هامبتون هو لاعب هوكي الجليد كندي، ولد في 14 يوليو 1956 في تورونتو في كندا.

## وصلات خارجية
- ريك هامبتون على موقع دوري الهوكي الوطني (الإنجليزية)
- ريك هامبتون على موقع قاعة مشاهير الهوكي (لاعب أن.إتش.أل) (الإنجليزية)
- ريك هامبتون على موقع EliteProspects.com (الإنجليزية)
- ريك هامبتون على موقع HockeyDB.com (الإنجليزية)
- ريك هامبتون على موقع Hockey-Reference.com (الإنجليزية)